# 武漢工程大学
武漢工程大学（ぶかんこうていだいがく）は、中華人民共和国湖北省武漢市に位置する省属公立大学。
前身は1972年6月に創立された湖北化工石油学院（湖北省管轄）。1980年に武漢化工学院に、2006年に現校名に改まった。
工学、理学、管理学、経済学、文学、法学の6学部を擁し、湖北省より重点建設大学に指定されている。修士は42、博士は5の授与権がある。
日本の尾道市立大学との学術発展と友好関係増進を目的としての大学間学術交流協定を締結している。
現在、教師は1,793名、うち教授は167名。在籍学生数は18,318名である。